# De Tanden van de Draak
De Tanden van de Draak is een stripverhaal uit de reeks Franka, waarvan zowel tekst als afbeeldingen zijn gemaakt door Henk Kuijpers. Het werd in 1983 gepubliceerd in weekblad Eppo.

## Verhaal
Het album zet in eerste instantie uiteen dat Franka op zoek is naar een nieuwe afsluiter voor duikcilinders. Terwijl ze bij het duikbedrijf van het terrein afloopt, loopt ze een Chinese vrouw tegen het lijf, die op zoek is naar de Lager Wal. Franka wandelt voort en eindigt in een Ship Shop. Daar valt haar oog op iets bijzonders dat ze meteen koopt. Wanneer ze de deur opent, komt de Chinese net binnen, ze blijkt op zoek naar hetzelfde artikel: De Yai-Tsu Van Chatafu. Ze zet de achtervolging in.
In het Grand Hotel wordt Franka tijdens een kopje koffie van het pakje beroofd, maar door een ongelukje met een hond struikelt de serveerster. Onder de koffie en gebak wordt Franka een kamer aangeboden om zich op te frissen terwijl haar kleren worden gestoomd. Franka zit nog in bad wanneer de serveerster de kleren terugbrengt, maar ze wordt neergeslagen door de Chinese die met het pakje vlucht. Haar kleding bij elkaar rapend, volgt een wilde achtervolging naar het dak die bijna in een val van het dak resulteert. De vluchtroute zet zich voort door de naburige bioscoop Odeon. Ze slaan elkaar bewusteloos in een verlaten zaal en gelukkig is Franka de eerste die bijkomt. Ze onderzoekt haar tegenstandster, maar vindt geen identificatie, enkel veel geld en maakt zich uit de voeten.
Door de achterdeur, een steegje en een discotheek weet ze te ontkomen. Ze zet alles op een rij en komt erachter dat haar jasje in de haast in het hotel inclusief identificatie. Franka erkent dat ze niet meer naar huis kan en besluit Jarko te bellen. Hij helpt haar waardoor Katja kort daarop boos het huis verlaat. Terwijl Franka paleontologische professors zoekt, haalt hij wat spullen uit haar appartement.
Aangekomen bij een grootse villa van een paleontologe, Dr. Ava Aadelaar, gelooft die haar oren niet, maar in tweede instantie wil ze niets van de ontdekking weten. Op het moment dat Franka het huis verlaat, bemerkt ze dat ze wordt gevolgd. Uit angst voor de Chinese, koopt ze een boek in een boekenwinkel op het station met daarin een sleutel. Deze blijkt te behoren bij een kluis met een pistool. Bewapend en al lokt ze de achtervolger in de val in de haven. Bij ontmaskering blijkt echter dat niet de Chinese, maar Ava de achtervolging had ingezet.
Ava was van gedachte veranderd en licht haar gedachten toe. Het pakje bevatte een dinosauruskaak van een Mixosaurus, de tests bewezen dat de kaak echter nog geen duizend jaar oud is. De enige beredenering zou zijn dan er dan en misschien nu nog saurussen zouden leven. Op de kaak is een markering van de zongenaamde Xanadu collectie aangebracht. Kublai Khan was vorst van Mongolië en keizer van China en jaagde graag rond zijn zomerverblijf Sjang-Toe, beter bekend in het westen als Xanadu. Professor Pirandello heeft op basis van een handschrift van Marco Polo beschreven dat deze collectie ook een drakenkaak zou bevatten. Aangezien hij alleen dieren verzamelde die destijds leefden, zouden toen nog draken te bejagen moeten zijn geweest. Een tweede markering op de kaak was hhg of hgh te Londen. Ze gaan naar Londen! Op dat moment komt Jarko binnen, onbewuste gevolgd door de Chinese die van de plannen hoort en hen vooruitreist.
Ava en Franka gaan terug naar de villa om respectievelijk meer tests uit te voeren of wat slaap te pakken. Bars wordt in de kennel achtergelaten terwijl de twee vrouwen afreizen naar veilinghuis 'Christie's in Londen. Daar horen ze, afgeluisterd door de Chinese, dat de initialen behoren bij Hubert George Huntington. Een groot jager en verzamelaar die is verdwenen. De collectie wordt echter nog steeds beheerd. De dames brengen vervolgens een bezoek aan deze collectie. De imposante ruimte vol geschoten wild maakt een positieve en negatieve indruk. De conservator vertelt dat de lord na vele reizen over de gehele wereld de uitdagingen van de jacht had gezien. In november 1936 ontmoette hij de Italiaanse professor Pirandello, met wie hij na overleg over de bewuste kaak, een expeditie opzette. Op 8 december 1936 vertrok het watervliegtuig St. George vanuit Hongkong met bestemming Mandang.
De Chinese zet voor zichzelf het resterende deel van het verhaal op een rij. Hu Tji werd via verschillende kanalen van allerlei zaken op de hoogte gebracht, waaronder deze expeditie. Aan boord van een nabijgelegen schip wordt een man ernstig ziek. Tegen de wil van lord Huntington moet zijn vliegtuig de zieke naar het vasteland terug te brengen. Het vliegtuig stijgt op en is sindsdien niet meer waargenomen.
Iedereen is spoorloos verdwenen en na vele zoektochten doodverklaard. Via Nederland, waar Bars wordt opgepikt, vliegen de twee dames naar Venetië om de dochter van professor Pirandello te ontmoeten. Ze weet hen te vertellen dat haar vader tijdens een onderzoek van een doopperceel een bot ontdekte. In eerste instantie viel zijn oog op het onderstel, een schrijftafel die jarenlang was misbruikt als drager van wijnfusten. Het blijkt een manuscript van Marco Polo te bevatten waarin wordt beschreven dat hij getuige is geweest van een teruggekeerde arabier die Kublai Khan de bewuste kaak aanbiedt, de ultieme trofee. De reiziger vertelde over het drakeneiland en de drakenberg. Soms daalde een draak van de berg af en moest deze worden bevochten. Eén zo'n kaak is bewerkt tot tweehandig zwaard. Om meer informatie te vergaren gaf Kublai Khan de kaak mee aan Marco, maar vanwege de moeizame reis was hij gedwongen de kaak mee te nemen naar Venetië. Het verhaal raakte gepubliceerd, waarna hij op expeditie vertrok. De documentatie bevat zelfs de locatie van het eiland: Amak, op de Filipijnen. Franka en Ava nemen afscheid en vertrekken naar de Filipijnen.
Motok, de hoofdstad van Amak, blijkt een moeilijk bestemming aangezien het eiland erg corrupt is. De politiechef heeft de leiding. De Chinese, Mai Mai, arriveert als eerste al snel gevolgd door de andere twee dames. Mai Mai koopt de politiechef om om Franka en Ava uit beeld te laten verdwijnen. Franka gaat de duikapparatuur testen in de Belsiz baai, maar wordt overvallen door een Masaka, een plotselinge storm, doordat het weerbericht extra lang wordt achtergehouden. Ava, die de rivierloop nagaat kan haar niet op tijd waarschuwen. Franka weet ternauwernood te overleven en als Ava haar komt zoeken, wijst Franka haar op Chinese die ze weer heeft gezien.
De Chinese gaat per boot de rivier op. Op dat moment ziet Franka oude bekende Otto Schmidt die net zijn winst aan het bepalen is. Ze maakt hem een helikopter afhandig waarna de race weer in volle gang is...

## Cast
Met naam genoemde karakters in volgorde van opkomst:
- Franka - Secretaresse
- Mai Mai - Een Chinese dame die op zoek is naar de kaak
- Harry - De man van de dame in de Ship Shop
- Bars - De bulldog van de commissaris
- Pi'Chi - De hond van de oude dame in het Grand Hotel
- Jarko - Collega van het Misdaadmuseum
- Katja - De vriendin van Jarko
- Ava Aadelaar - Paleontologe
- Freddie N.S. - Boekenwinkelhouder met een tweede business
- Koeblai Khan - Vorst van Mongolië en keizer van China
- Professor Pierro Pirandello - Wetenschappelijk medewerker op de Huntington expeditie
- Bars - De kleine buldog van Franka
- Lord Hubert George Huntington - Leider van de Huntington expeditie
- Mr. Tightlock - Conservator van de Huntington collectie
- Harry "Happy" Hughes - Navigator op de Huntington expeditie
- George "Lanky" Lancaster - Gezagvoerder op de Huntington expeditie
- Charlie "Leftseat" Cooper - Co-piloot op de Huntington expeditie
- Lesley "Wireless" Williams - Communicator op de Huntington expeditie
- Dhr. Hickey - Bediende op de Huntington expeditie
- Oliver Fleetwood Parkes - Secretaris op de Huntington expeditie
- Ted Buyère - Jachtgids op de Huntington expeditie
- Hu Tji - Smokkelaar in de Zuid Chinese Zee
- Mai Lu - Vrienind van Hu Tji en grootmoeder van Mai Mai.
- Yen Li - Mannetje van Hu Tji
- Otto Schmidt alias Messerschmitt - Handelaar in louche zaakjes

## Locaties
- Groterdam
- Xanadu
- Londen
- Himalaya
- Azië
- Hongkong
- Venetië
- Manilla
- Amak